# Wiborada
A Santa Wiborada (falecida em 926) de São Galo (cidade) (também conhecida como Guiborat, Weibrath ou Viborata; Alemânico: Wiberat) foi um membro da nobreza da Suábia, a atual Suíça. Ela era uma anacoreta, freira beneditina, bibliotecária e mártir.

## Biografia
Existem duas biografias de Wiborada: uma de Hartmann, um monge de São Galo (St. Gall), escrita entre 993 e 1047 (BHL 8866); e outra escrita entre 1072 e 1076 pelo monge Herimannus (BHL 8867).
Wiborada nasceu em uma rica família nobre da Suábia. Quando sua família convidou os doentes e pobres para sua casa, Wiborada provou ser uma enfermeira competente. Seu irmão Hatto tornou-se padre. Uma peregrinação a Roma influenciou Hatto a decidir se tornar um monge na Abadia de São Galo, uma decisão que Wiborada apoiou. Após a morte de seus pais, Wiborada juntou-se a Hatto e tornou-se uma beneditina na Abadia de São Galo. Wiborada instalou-se no mosteiro e Hatto ensinou-lhe latim para que pudesse entoar a Liturgia das Horas. Lá, ela se ocupou fazendo as roupas de Hatto e ajudando a encadernar muitos dos livros da biblioteca do mosteiro.
Nesta época, há indícios de que Wiborada foi acusada de algum tipo de infração ou transgressão grave e foi submetida à prática medieval de provação de fogo para provar sua inocência. Embora ela tenha sido exonerada, o constrangimento provavelmente influenciou sua próxima decisão: retirar-se do mundo e se tornar um asceta.

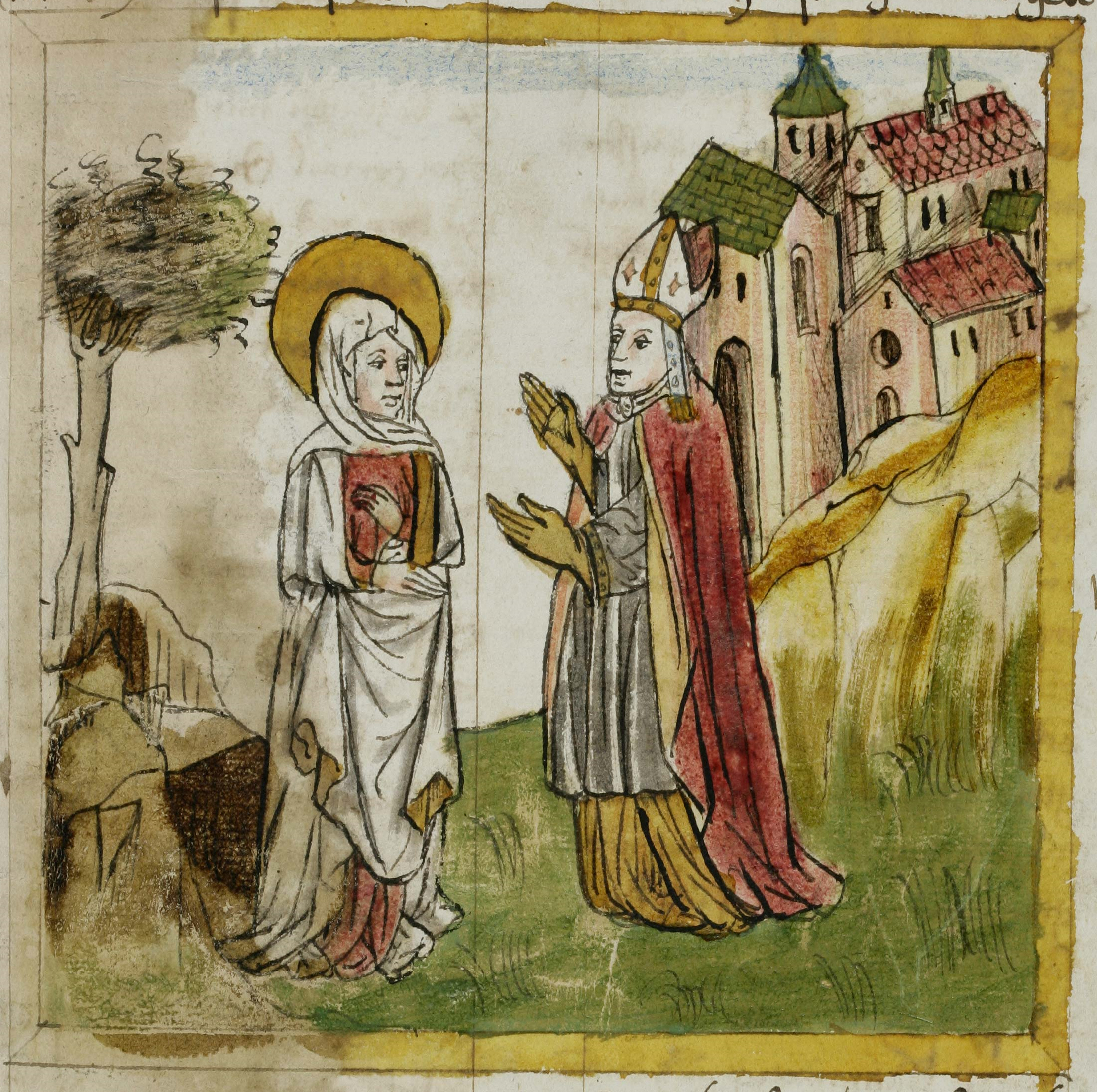
Wiborada com Salomão III, Bispo de Constança

Quando ela fez uma petição para se tornar anacoreta, Salomão III, bispo de Constança, providenciou para que ela ficasse em uma cela ao lado da igreja de São Jorge perto do mosteiro, onde permaneceu por quatro anos antes de se mudar para uma cela adjacente à igreja de Magnus de Füssen, em 891. 
Ela se tornou conhecida por sua austeridade e dizia-se que tinha um dom de profecia, o que atraiu admiradores e alunos esperançosos. Uma delas, uma mulher chamada Rachildis, juntou-se a ela como âncora, a quem Wiborada curou de uma doença. Diz-se que um jovem estudante em St. Gall, Ulrich, visitava Wiborada com frequência. Ela supostamente profetizou sua elevação ao episcopado de Augsburg.

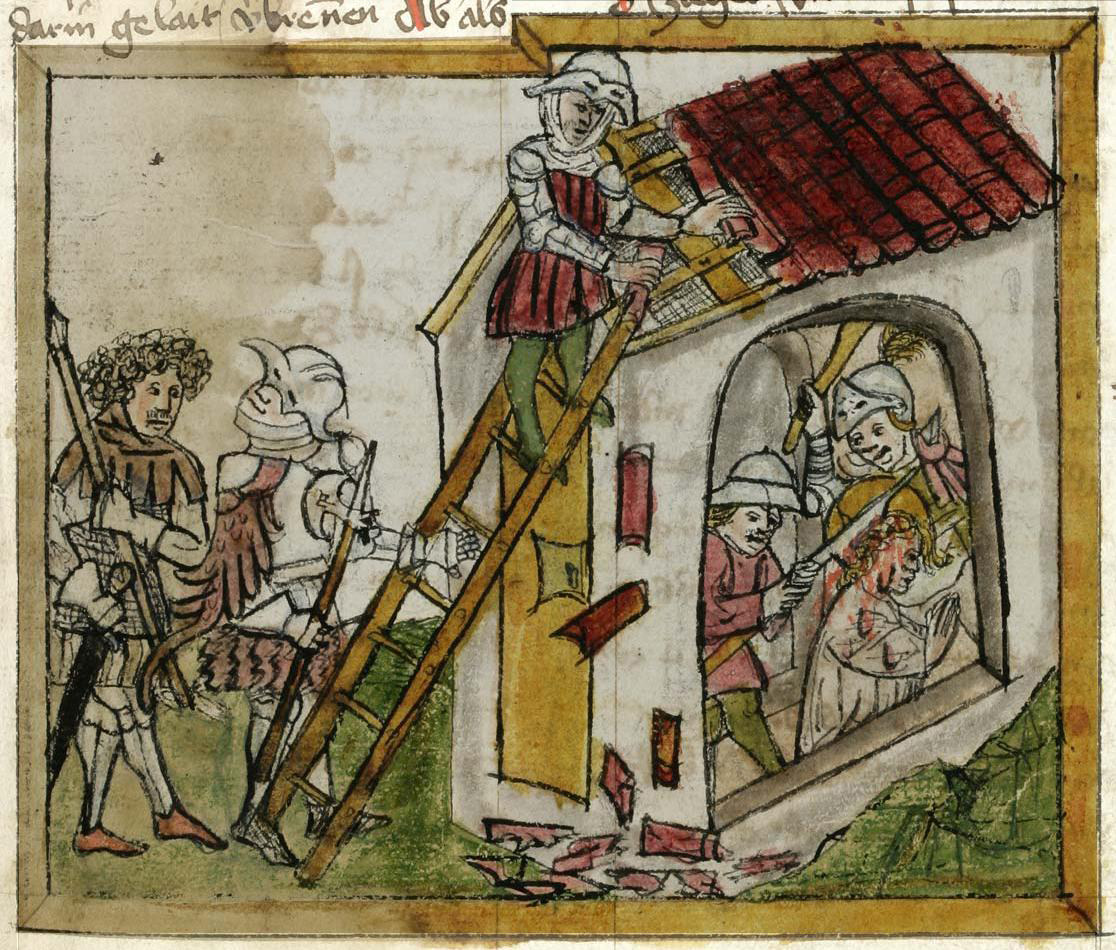
O Martírio da Santa Wiborada, c. 1451.

### Martírio
Em 925, ela previu uma invasão húngara de sua região. Seu aviso permitiu que os padres e religiosos de St. Gall e St. Magnus escondessem os livros e os vinhos e escapassem para cavernas nas colinas próximas. Os manuscritos mais preciosos foram transferidos para o mosteiro na Ilha de Reichenau. No entanto, o principal castelo de refúgio para os monges e o abade era o Waldburg em Sitterwood. Seu abade, Engilbert, incitou Wiborada a escapar em segurança, mas ela se recusou a deixar sua cela.
Em 926, os saqueadores magiares chegaram a St. Gall. Eles incendiaram St. Magnus e invadiram o telhado da cela de Wiborada. Ao encontrá-la de joelhos em oração, eles cravaram seu crânio com um Fokos (machado de pastor). Sua companheira Rachildis não foi morta e viveu mais 21 anos, durante os quais sua doença retornou. Ela passou o resto de sua vida aprendendo a ter paciência através do sofrimento. A recusa de Wiborada em deixar sua cela e o papel que desempenhou salvando a vida dos padres e religiosos de seu convento lhe valeram o título de mártir.
Santa Wiborada foi formalmente canonizada pela Santa Sé, pelo Papa Clemente II em 1047. Sua festa é em 2 de maio. Na Suíça, Wiborada é considerada a santa padroeira das bibliotecas e bibliotecários. Na arte, ela é comumente representada segurando um livro para representar a biblioteca que ela salvou, e um machado, que significa a forma de seu martírio. O machado com que é comumente retratada é de fato anacrônico, sendo uma alabarda, que só passou a existir no século XV. 